# Talivittaticella axiomorpha
Talivittaticella axiomorpha är en mossdjursart som beskrevs av Gordon och Jean-Loup d'Hondt 1985. Talivittaticella axiomorpha ingår i släktet Talivittaticella och familjen Catenicellidae. Inga underarter finns listade i Catalogue of Life.